# Die Geschichte der Dienerin
Die Geschichte der Dienerin (br: A decadência de uma espécie / pt: A história da aia) é um filme de ficção científica estadunidense-alemão de 1990, com 109 minutos de duração, dirigido por Volker Schlöndorff.
O roteiro foi escrito por Harold Pinter, baseado em romance de Margaret Atwood.

## Sinopse
O longa-metragem fala sobre um futuro, ambientado na fictícia República de Gileade, onde a maioria das mulheres são estéreis e o governo é totalitário, escravizando as mulheres férteis que cometem crimes para procriarem à força.

## Elenco
- Natasha Richardson.... Kate / Offred
- Faye Dunaway.... Serena Joy
- Aidan Quinn.... Nick
- Elizabeth McGovern.... Moira
- Victoria Tennant.... tia Lydia
- Robert Duvall.... comandante
- Blanche Baker.... Ofglen

## Principais prêmios e indicações
Festival de Berlim 1990 (Alemanha)
- Indicado ao Urso de Ouro.